# جوزيف غوستاف إرنست ألارد
جوزيف غوستاف إرنست ألارد هو محامي ومحامي وسياسي بلجيكي، ولد في 2 أبريل 1840 ببروكسل في بلجيكا، وتوفي بنفس المكان في 7 أغسطس 1878. انتخب عضو مجلس النواب من بلجيكا.